# The Favourite
The Favourite là một bộ phim hài-chính kịch năm 2018 do Yorgos Lanthimos đạo diễn và được viết bởi Deborah Davis và Tony McNamara. Bộ phim do các nhà sản xuất đến từ Ireland, Anh và Hoa Kỳ phối hợp sản xuất. Lấy bối cảnh những năm đầu thế kỷ 18, câu chuyện của phim xoay quanh mối quan hệ giữa hai người chị em họ ganh đua nhau để trở thành người thân cận của Nữ vương Anne I. Phim có sự diễn xuất của các diễn viên Olivia Colman, Emma Stone, Rachel Weisz, Nicholas Hoult, Joe Alwyn, James Smith và Mark Gatiss. Phim được quay từ tháng 3 đến tháng 5-2017 tại Nhà Hatfield ở Hertfordshire và Cung điện Hampton Court ở Luân Đôn, Anh.

## Nội dung
Năm 1708, Anh tuyên chiến với Pháp, lúc ấy, Nữ vương Anne đang trong thời gian trị vì. Vì lí do sức khỏe, bà ít quan tâm đến việc cai quản vương quốc, tuy vậy lại hứng thú với các hoạt động lập dị như đua vịt và chơi với 17 con thỏ hoàng gia, mỗi con đại diện cho một hậu duệ bà bất hạnh đã mất suốt nhiều năm. Bạn tâm giao, kiêm cố vấn và tình nhân bí mật của bà, Sarah Churchill, Nữ công tước xứ Marloborough, cai quản đất nước một cách hiệu quả thông qua vị thế của cô với Nữ hoàng. Những nỗ lực của Sarah nhằm kiểm soát Anne lại bị phá hoại bởi Robert Harley, thành viên Nghị viện Tory, dưới tư cách chủ đất, đã phản đối kịch liệt đề xuất tăng gấp đôi thuế áp vào tài sản được đưa ra để phục vụ cho cuộc chiến.
Trong khi đó, Abigail Hill, cô em họ nghèo khó của Sarah, đến Tòa án tìm việc làm. Vị trí của Abigail bị chính cha nàng xé nát vì thua lỗ đánh bạc. Trước là mất thanh danh sau là mất con gái. Abigail ban đầu bị buộc phải làm công việc đầy tớ với tư cách một hầu gái trong cung điện, nhưng, sau khi thấy tình trạng của Nữ hoàng, nàng tìm ra một dịp tốt để lấy lòng Sarah và cuối cùng, với chính Nữ hoàng: nàng tìm các loại thảo dược để chữa lành đôi chân cho bà, và mặc dù ban đầu bị Sarah trừng phạt vì hành động quá khích, cuối cùng Sarah đã mủi lòng khi nhận ra phương thuốc quả thực đã giúp giảm bớt sự khốn khổ của Anne. Để tỏ lòng biết ơn, Sarah giúp Abigail đạt được vị trí nữ tùy tùng chính trong cung điện của Nữ hoàng.
Biết tin đó, Harley sớm đã tiếp cận Abigail, nuôi hy vọng có thể mua chuộc nàng thành gián điệp của y để tìm hiểu về những kế hoạch do Sarah trù định và tìm ra cách thích hợp để phá vỡ quyền lực của cô. Abigail ban đầu còn cự tuyệt, nhưng chẳng lâu sau, nàng nhận ra mối quan hệ đồng tính bí mật giữa Anne và Sarah. Khi bị mê hoặc bởi khuynh hướng đồng tính luyến ái của Nữ hoàng, Abigail bắt đầu tự mình tán tỉnh bà.
Trong thời gian Sarah mãi tập trung vào chiến tranh, Abigail kết bạn với Anne, và sớm phát triển thành quan hệ tình ái. Sarah nhận ra âm mưu của Abigail và cố gắng đưa cô đi. Abigail đầu độc vào trà của Sarah, khiến nàng ngã khỏi ngựa, bị kéo vào rừng và biến mất suốt nhiều ngày. Điều này làm Anne nghĩ rằng Sarah giả vờ bỏ rơi mình với mục đích khiến bà ghen tị, nên đã nhanh chóng trao Abigail sự sủng ái của mình, và phần thưởng đầu tiên của cô là được phép chấp nhận lời cầu hôn từ Samuel Masham, một nam tước tại tòa án của Anne. Cuộc hôn nhân đã phục hồi danh phận cao quý của Abigail một cách triệt để với vị thế của một nam tước phu nhân.
Sarah thức dậy trong một nhà thổ với cơ thể đầy những sẹo cùng vết tích, bầm dập. Khi trở lại tòa án, nàng đưa ra tối hậu thư cho Anne: gửi Abigail đi, nếu không nàng sẽ công khai thư từ giữa mình và Anne nói chi tiết về mối quan hệ tình dục của hai người bọn họ. Bức thư đe dọa, như giọt nước tràn ly, đã ảnh hưởng nặng nề đến mối quan hệ giữa Anne và Sarah. Và mặc cho Sarah tự nguyện đốt những lá thư trong nỗi hối hận sâu sắc, nàng vẫn bị tước văn phòng và đuổi khỏi tòa án. Khi Abigail, giờ được thăng chức thành nữ bảo hộ ngân sách tư của Nữ hoàng, trình bày những gì cô công bố là bằng chứng cho thấy Sarah đã biển thủ tiền, Sarah và phu quân nàng bị đày khỏi Anh. Sau việc đó, Abigail nhận ra sự chán ghét mà Nữ hoàng dành cho cô vì tội phá vỡ quan hệ giữa bà với Sarah, và khiến bà buồn đau, thống khổ.
Ngay sau chiến thắng của Abigail, cái tôi và thói xa xỉ vô độ của cô phồng lên hệt như cách mà Sarah từng đã. Một ngày nọ khi đang lang thang trong buồng của Nữ hoàng, Abigail cố tình giẫm lên một trong những con thỏ của Anne, cuối cùng cũng nhận ra bản chất thật của Abigail, Anne nhanh chóng đáp trả hành động lạm quyền này bằng cách túm lấy tóc của Abigail và lệnh cho cô xoa bóp chân như lúc còn là một hầu gái.

## Diễn viên
- Olivia Colman vai Anne I của Anh
- Emma Stone vai Abigail Masham, Nữ Nam tước Masham
- Rachel Weisz vai Sarah Churchill, Công tước phu nhân xứ Marlborough
- Nicholas Hoult vai Robert Harley, Bá tước thứ nhất xứ Oxford và Bá tước Mortimer
- Joe Alwyn vai Samuel Masham, Nam tước thứ nhất Masham
- Mark Gatiss vai John Churchill, Công tước thứ nhất xứ Marlborough
- James Smith vai Sidney Godolphin, Bá tước thứ nhất xứ Godolphin
- Jenny Rainsford vai Mae

## Phát hành
Hãng Fox Searchlight Pictures giành quyền phân phối bộ phim vào tháng 5-2017. Bộ phim được trình chiếu lần đầu ngày 30 tháng 8 năm 2018 tại Liên hoan phim Venice lần thứ 75. Bộ phim cũng được trình chiếu tại các liên hoan phim BFI Luân Đôn và Telluride, và được chọn chiếu mở màn tại Liên hoan phim New York. The Favourite được phát hành hạn chế tại Hoa Kỳ từ ngày 23 tháng 11 năm 2018. và chính thức công chiếu ở Anh ngày 1 tháng 1 năm 2019.

## Tiếp nhận

### Phòng vé
Tính đến  ngày 29 tháng 1 năm 2019, The Favourite đã thu về 26,7 triệu USD tại thị trường Hoa Kỳ và Canada và 26,7 triệu USD tại các thị trường khác, với tổng doanh thu toàn cầu là 53,4 triệu USD.

### Đánh giá chuyên môn
Trên Rotten Tomatoes, bộ phim đạt tỉ lệ 93% nhận xét tích cực dựa trên 307 bài phê bình, với điểm trùng bình 8.5/10. Lời đánh giá chung viết "The Favourite cho thấy khả năng cân bằng tài tình của đạo diễn Yorgos Lanthimos giữa bối cảnh lịch sử với những ẩn ý phong phú và kịp thời mà ông đặt vào đó, bên cạnh màn thể hiện xuất chúng và đồng đều của dàn sao được ông tuyển lựa chính xác cho vai diễn." Trên Metacritic, bộ phim ghi được số điểm 90 trên 100, dựa trên bài nhận xét của 53 nhà phê bình, đồng nghĩa với mức đánh giá tích cực. Khảo sát khán giả do PostTrak tiến hành chấm bộ phim 2,5 trên 5 sao và 37% "chắc chắn giới thiệu" bộ phim cho người khác.

### Giải thưởng
Bộ phim nhận được nhiều đề cử và giải thưởng, trong đó có hai giải thưởng của Liên hoan phim Venice: Giải đặc biệt của Ban Giám khảo và Cúp Volpi cho Nữ diễn viên xuất sắc nhất dành cho Colman. Bộ phim nhận được 5 đề cử Giải Quả cầu vàng, trong đó có Phim hay nhất, và được Viện phim Mỹ bình chọn là một trong 10 phim hay nhất năm 2018. Bộ phim nhận được 10 đề cử tại Giải Oscar lần thứ 91, bao gồm Phim hay nhất, và là phim nhận được nhiều đề cử nhất của lễ trao giải cùng với Roma.